# Тунцовец
Тунцовец (на словенски: Tuncovec) е село в Словения, Савински регион, община Рогашка Слатина. Според Националната статистическа служба на Република Словения през 2002 г. селото има 122 жители.